# Vertainspitze
Die Vertainspitze (italienisch Cima Vertana) ist mit 3545 Metern der höchste Berg der Laaser Berge in den Ortler-Alpen, einem Gebirge der südlichen Ostalpen. Er liegt in der italienischen Provinz Südtirol und ist Bestandteil des Nationalparks Stilfserjoch. Nach Nordosten, Südosten und Nordwesten sendet die Spitze ausgeprägte und begehbare Grate. Wegen seiner eindrucksvollen Rundsicht nach allen Seiten und seiner leichten Erreichbarkeit durch Seilbahnen ist er von Sulden aus ein auch im Winter oft begangener Gipfel. Zuerst bestiegen wurde die Vertainspitze am 28. August 1865 von Julius Payer, dem Bergführer Johann Pinggera, sowie einem namentlich nicht bekannten Träger, der sich ihnen angeschlossen hatte.

## Umgebung

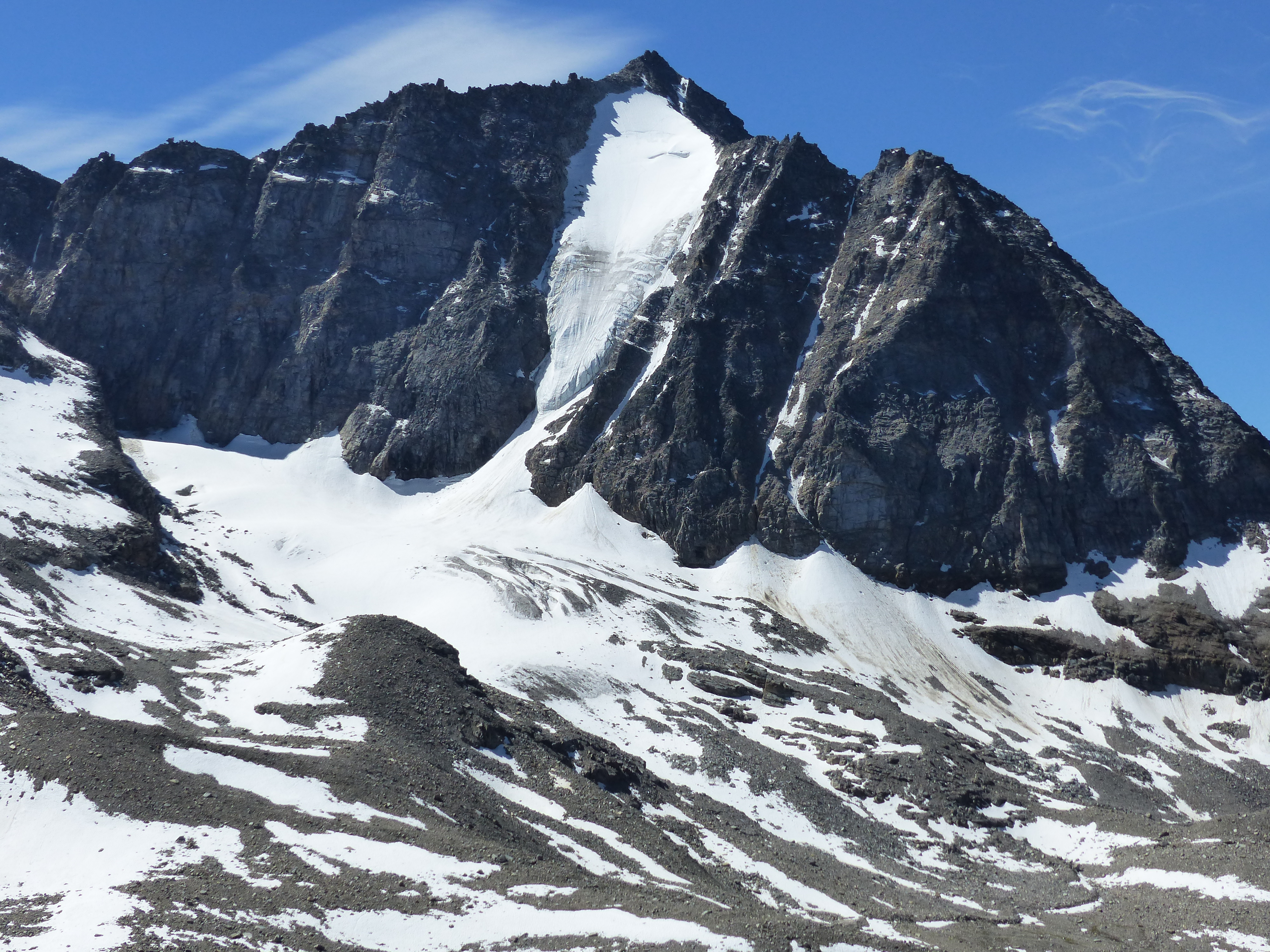
Die Vertainspitze vom Zaytal

An die Vertainspitze stoßen von Norden, Osten und Süden Gletscher. Der bedeutendste ist im Osten der Laaser Ferner, der bis zu einer Höhe von 3350 Metern hinaufreicht. Nördlich liegt der Zayferner, der die steile Nordflanke der Spitze als imposanter Hängegletscher bedeckt. Etwas weiter entfernt liegt in südlicher Richtung der Rosim-Ferner. Benachbarte Gipfel sind im Verlauf des Nordostgrats, getrennt durch den Wegübergang Angelusscharte (3337 Meter), der 3521 Meter hohe Hohe Angelus und im Verlauf des Südostgrats liegt, getrennt durch das Rosimjoch (3288 Meter), die Schildspitze, mit einer Höhe von 3461 Metern. Nach Westen fällt das Gelände mit den Vertainwänden hinab ins Zaytal, ein vom inneren Suldental nach Nordosten streichendes Seitental. Der ostseitige Laaser Ferner entwässert Richtung Norden ins Laaser Tal, das etwa 10 Kilometer nordnordöstlich bei Laas in den Vinschgau mündet. Der bedeutendste Ort der näheren Umgebung der Vertainspitze ist das etwa vier Kilometer Luftlinie westlich liegende Sulden.

## Stützpunkte und Besteigung
Der Weg von Payer, Pinggera und ihrem dazugestoßenen unbekannten Träger, sowie dem Bergführer Veit Reinstadler im Jahr 1865 führte von Sulden im Südwesten aus kommend bei den Gampenhöfen ins Rosimtal und von dort zum Rosimboden auf etwa 2450 Metern Höhe. Aus dem Bericht von Louis Friedmann bei Eduard Richter: Nachdem sie sich hier mit Holz versehen hatten, wanderten sie bis zur Waldgrenze hinauf [...] und übernachteten daselbst unter einem Felsen. Am nächsten Morgen brachen sie mit Ausnahme  V. Reinstadler's, welcher auf dem Bivouacplatze zurückgelassen wurde, um 4 U. 30 auf. [...] Ueber die Blöcke, welche den obersten Theil des Berges ausmachen, erreichten sie, von Block zu Block klimmend, um 7 U.45 den Gipfel. Die Gruppe bestieg den Gipfel über den Südwestgrat, der heute nur noch selten begangen wird.
Der heutige Normalweg, der leichteste Anstieg, führt am Rosimferner vorbei über den Südostgrat auf den Gipfel. Der Rosimferner wird entweder von der Bergstation des Suldener Kanzellifts auf 2348 Meter oder direkt von Sulden aus erreicht. Der Weg führt, ab Erreichen des Gletschers unmarkiert, zunächst nördlich neben dem Gletscher entlang, später verläuft er auf dem Gletscher direkt an dessen Rand. Der Südostgrat wird erreicht, indem man entweder auf dem Gletscher bis kurz unterhalb des Rosimjochs aufsteigt und dann zum Rosimjoch selbst, oder indem man den Gletscher wesentlich früher verlässt und über gut erkennbare Wegspuren durch Schutt aufsteigt, bis man auf den von Rosimjoch kommenden Weg trifft. Der weitere Weg verläuft südlich und deutlich unterhalb der Gratschneide, bevor auf dem letzten Stück zum Gipfel weglos durch großblockigen Schutt in nördliche Richtung aufgestiegen wird.  
Wesentlich schwieriger ist der Aufstieg von der Zaytalhütte (Düsseldorfer Hütte, Rifugio Serristori,  2721 Meter) aus über den Walterweg. 
Von der Bergstation führt der Weg in, laut Literatur, gut 4 Stunden Gehzeit über den Grat und das Rosimjoch zum Gipfel der Vertainspitze. 3 bis 4 Stunden sind von der Zaytalhütte aus erforderlich.